# Афінська агора
37°58′30″ пн. ш. 23°43′21″ сх. д. / 37.97500° пн. ш. 23.72250° сх. д.

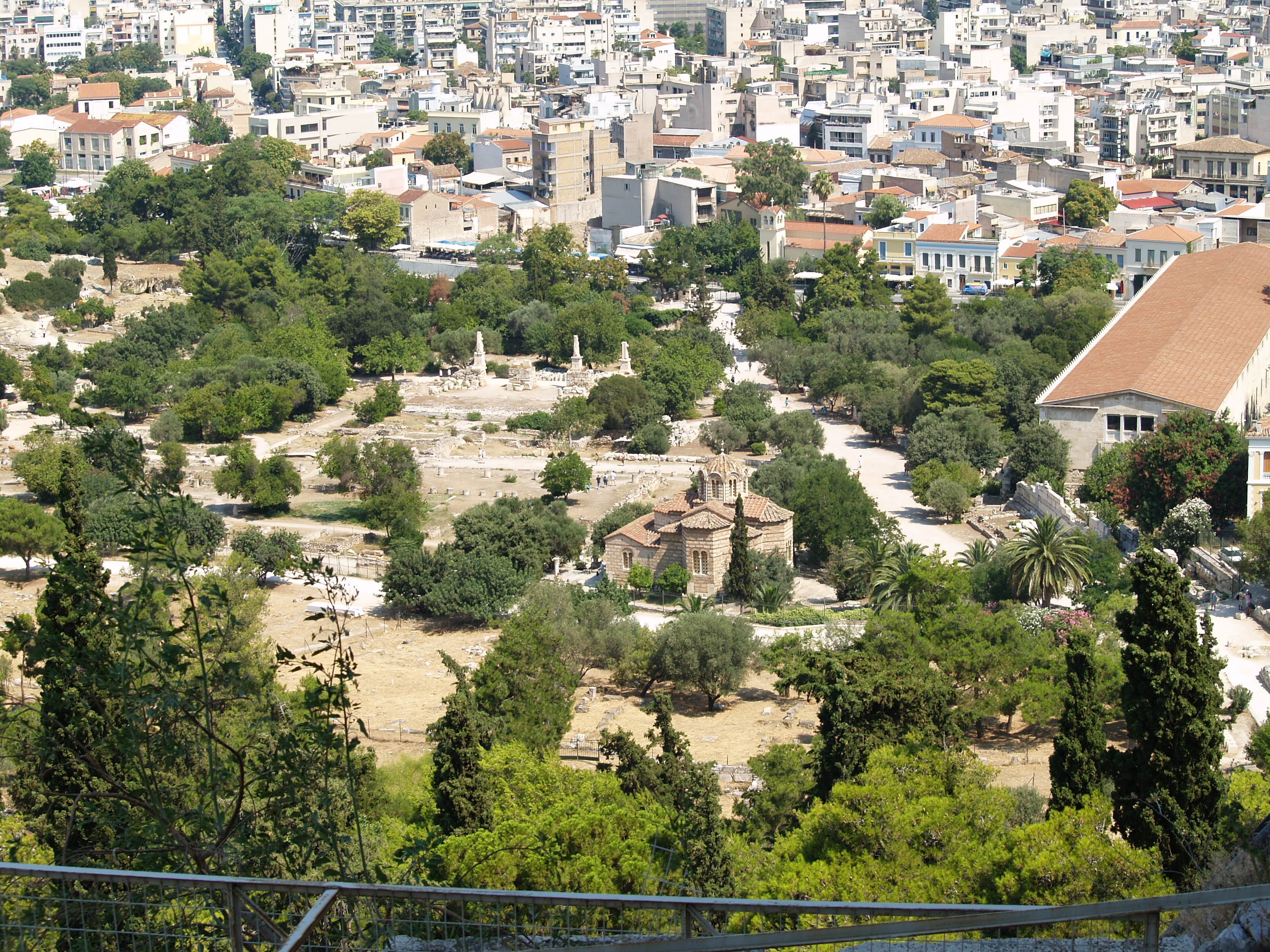
Афінська агора та Церква Святих Апостолів

Афінська (Атенська) агора — найбільш широко відома та найдавніша із збережених правдавніх агор, розташована біля підніжжя пагорба Афінського акрополя.

## Історія
До реформи Пісістрата у VI ст. до н. е. цей куток Стародавніх Афін був зайнятий приватною забудовою, дебільшого житловою. Проте за наказом тирана усі помешкання були ліквідовані, криниці закриті, а місцевість перетворена на центр Афінської демократії. Крім того він наказав побудувати дренажі, фонтан та храм олімпійських богів. Пізніше Кімон також сприяв розбудові агори. У V ст. до н. е. були побудовані храми Гефеста, Зевса та Аполлона.
Ареопаг та інші спілки громадян могли збиратись будь-де в Афінах, проте відкриті засідання, які мали вирішувати доленосні питання, як наприклад, дискусія щодо остракізму, проводитись тільки на агорі. На початку періоду радикальної демократії (після 590 до н. е.) Буле, — міська рада — а також архонти збирались тільки на агорі. На горі також відбувались судові слухання. Тож кожний громадянин, який опинився на агорі під час розгляду справи, міг бути зобов'язаним виконувати функції присяжного. Нерідко, так звані, скіфські лучники (рід поліції) блукали агорою у пошуках присяжних.
Проте із занепадом Афін агора втратила своє значення. У римську та візантійську добу цей район знову став суто житловим.

## Перелік об'єктів
1. Перистилістичний суд
2. Монетний двір
3. Еннеакронус
4. Південна стоа Перша та Друга
5. Геліея
6. Стратегіон

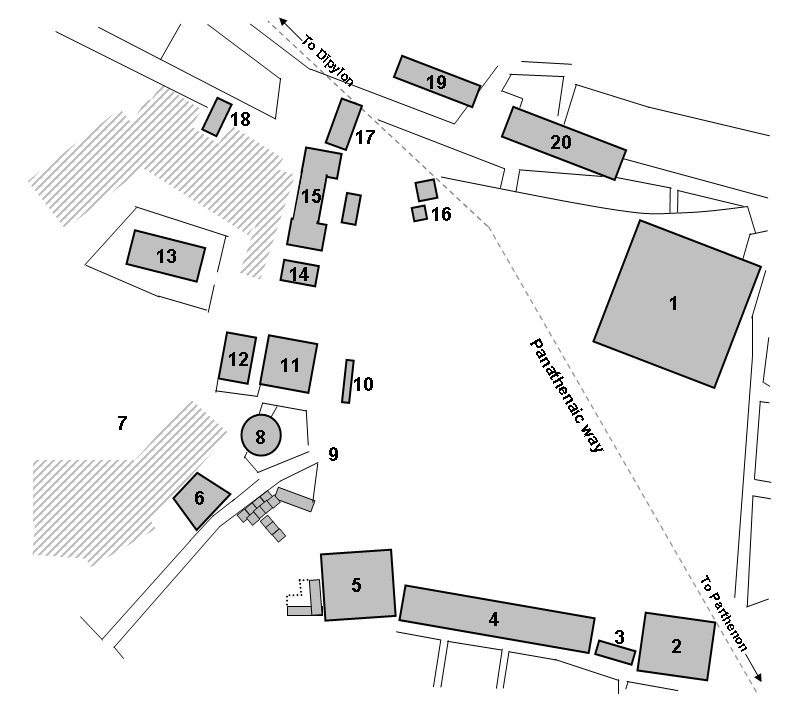
План Афінської агори близько 5 ст. до н. е.

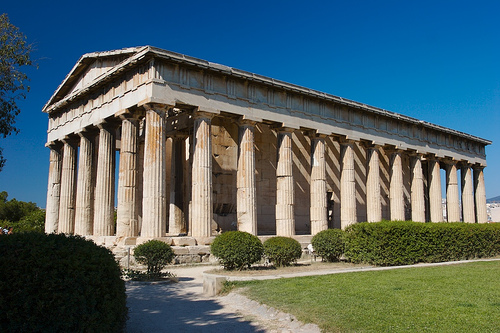
Храм Гефеста

7. Колонос Агорес (у перекладі з грецької — сусідній з агорою пагорб)
8. Притеніон — місце засідань Афінського Буле
9. Агорський камінь
10. Монумент епонімічниїх героїв
11. Метреон, присвячений богині-матері Кібелі, або Деметрі — старий булетріон
12. Новий булетріон
13. Храм Гефеста
14. Храм Аполлонна Патрооса
15. Стоа Зевса
16. Вівтар дванадцяти богів
17. Стоа Басилевса
18. Храм Афродіти Уранії
19. Стоа Гермеса
20. Стоа Пойкілі

### Об'єкти, зведені пізніше
У II ст. н.е. було споруджено наступні елементи ансамблю Афінської агори:
- Серединна стоа навпроти Геліеї
- Перед серединною стоа був зведений невеличний римський храм
- Вівтар Зевса Агорянського — на захід від Монументу епонімічним героям
- Храм Ареса, бога війни — на захід від Вівтаря дванадцяти богів
- Одеон Агріппи, побудований у самому серці агори
- Стоа Атталуса
- у III ст. на території Афінської агори була зведена синагога

## Ансамбль римського форуму
На початку II ст. Афінська агора була майже повністю знищена варварами. Римляни ж у II–III ст. спорудили на схід від давньої Афінської агори власний міський, політичний та комерційний, центр — форум. Нині ансамбль римського форуму також широко відомий як Римська агора.
- Башта вітрів — прототип сучасних годинникових веж.
- Агораномейон — двокімнатна будівля, що слугувала місцем перебування чиновників форуму.
- Веспасійон — муніципальний туалет на 68 місць, облицьований мармуровою плиткою. Безпосередня близькість веспасійону та агорамейону пояснюється тим, що насправді міський туалет був місцем жвагого спілкування містян.
- Візантійський цвинтар

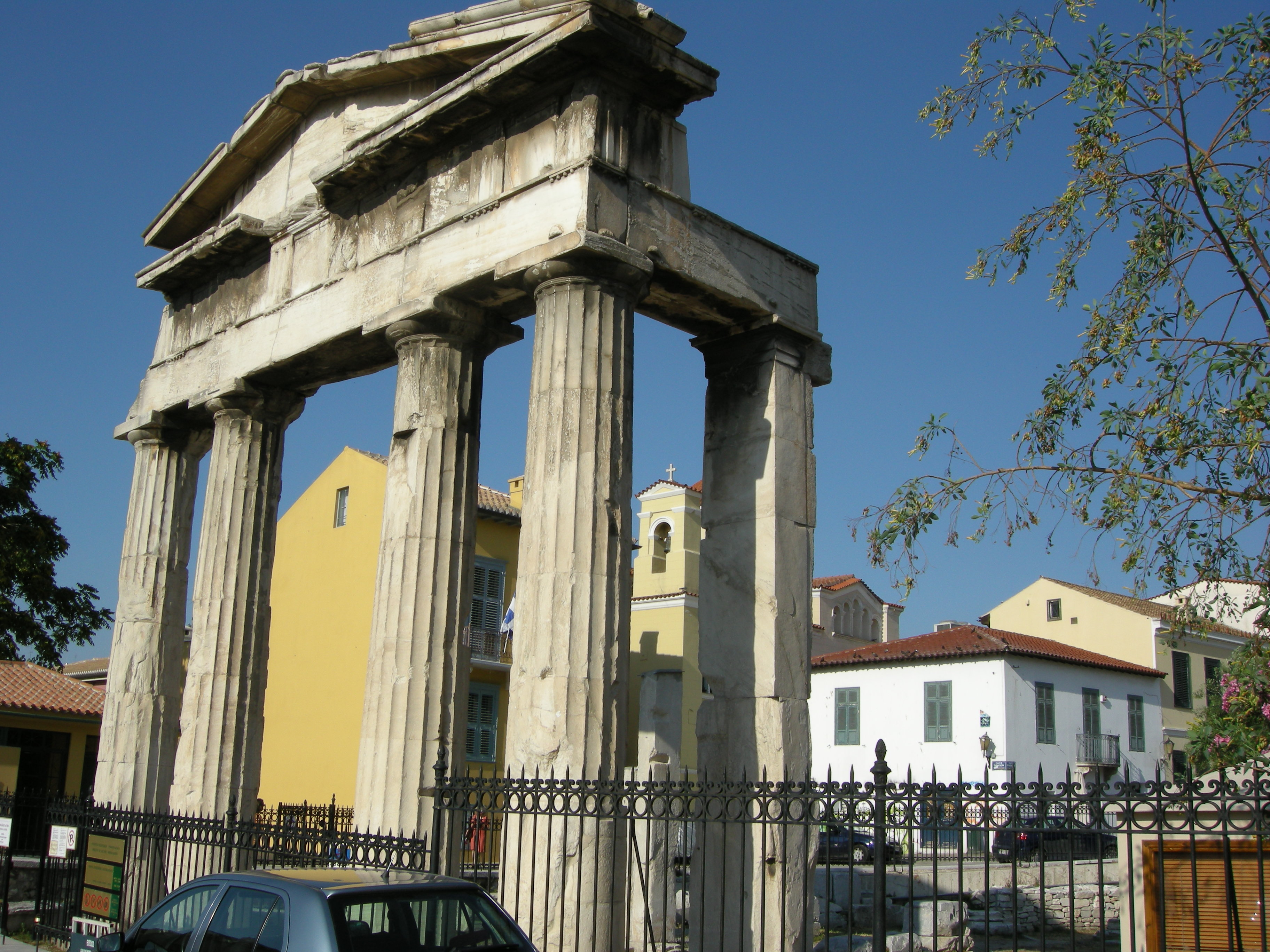
Брама Афіни Архегетіс

- Східний пропілон — східний вхід до форуму
- Мечеть Фатіха (або Мечеть Завойовника) — навіть у османську добу римський форум залишався важливим центром міста. Тож турки побудували тут на руїні православного храму мечеть, названу пізніше на честь Мехмеда Завойовника
- У II ст. за прямим наказом імператора Адріана було закладено, так званий, судовий двір, навколо якого швидко виросли різноманітні крамниці.
- Фонтан, що живився водами з пагорба Акрополя, як і водяний годинник Башти вітрів.
- Брама Афіни Архегетіс, побудована в 11 до н. е. на пожертви Гая Юлія Цезаря та Октавіана Августа. Поруч із Баштою вітрів є найкраще збереженою донині спорудою форуму. Слугувала західним в'їздом до форуму.